# ジム・ミラー (野球)
ジェームズ・マシュー・ミラー（James Matthew "Jim" Miller, 1982年4月28日 - ）は、アメリカ合衆国・ニュージャージー州モリスタウン出身の元プロ野球選手（投手）。右投右打。MLB・ミネソタ・ツインズ傘下所属。

## 経歴

### ロッキーズ時代
2004年のMLBドラフトでコロラド・ロッキーズに8巡目（全体230番目）で指名され、6月16日にノース・フォート・マイヤーズ高校からプロ入り。

### オリオールズ時代
2007年1月12日、ロドリゴ・ロペスとの2対1トレードでジェーソン・バーチと共にボルチモア・オリオールズへ移籍。
2008年9月1日にメジャー初昇格し、同日の対ボストン・レッドソックス戦で初登板。
2009年、2010年はメジャーでの登板はなくAAA級ノーフォーク・タイズで過ごす。
2010年11月6日にFAとなる。

### ロッキーズ復帰
2011年1月15日に古巣コロラド・ロッキーズとマイナー契約するも、この年は6試合で7イニングのみの登板に終わる。10月7日にFAとなった。

### アスレチックス時代
2011年11月11日にオークランド・アスレチックスとマイナー契約を結ぶ。
2012年4月25日のシカゴ・ホワイトソックス戦でリリーフとして登板しチームがサヨナラ勝ちしたため、30歳を迎える3日前にしてメジャー初勝利を手にする。

### ヤンキース時代
2012年11月30日にウェーバーでニューヨーク・ヤンキースへ移籍。
2013年はわずか1試合の登板にとどまった。10月1日にFAとなったが、11月11日にマイナー契約で再契約した。
2014年はAAA級スクラントン・ウィルクスバリ・レイルライダースで開幕を迎え、リリーフとして26試合に登板。7月1日にヤンキースとメジャー契約を結んだ。昇格後は2試合に登板したが、防御率20.25と結果を残せず、7月11日にDFAとなった。7月13日にAAA級スクラントン・ウィルクスバリへ降格した。8月23日に自由契約となった。

### ヤンキース退団後
2015年3月5日にタンパベイ・レイズとマイナー契約を結び、3月15日に40人枠入りしたが4月6日にAAA級ダーラム・ブルズに降格した。このシーズンはメジャー昇格がないままシーズン終了を迎え、11月6日にFAとなった。
2015年11月17日、ミルウォーキー・ブルワーズとマイナー契約を結び、2016年のスプリング・トレーニングに招待選手として参加することになった。2016年5月17日に自由契約となった。
2017年1月6日、ミネソタ・ツインズとマイナー契約を結び、同年のスプリングトレーニングに招待選手として参加することになった。